# باسكال أوبيسبو
باسكال أوبيسبو (مواليد 8 يناير 1965) هو مغني وكاتب أغاني فرنسي بدأ مسيرته الغنائية منذ عام 1990.

## وصلات خارجية
- باسكال اوبيسبو على موقع IMDb (الإنجليزية)
- باسكال اوبيسبو على موقع ألو سيني (الفرنسية)
- باسكال اوبيسبو على موقع ميوزك برينز (الإنجليزية)
- باسكال اوبيسبو على موقع أول ميوزيك (الإنجليزية)
- باسكال اوبيسبو على موقع ديسكوغز (الإنجليزية)
- باسكال اوبيسبو على موقع قاعدة بيانات الفيلم (الإنجليزية)
- باسكال اوبيسبو على موقع ليتربوكسد (الإنجليزية)
- باسكال اوبيسبو على موقع كينوبويسك (الروسية)